# Aniello Salzano
Aniello Salzano (Napoli, 20 luglio 1991) è un calciatore italiano, centrocampista del Sangiuliano City.

## Carriera
Nato a Napoli, ma originario di Cardito (NA), e cresciuto nelle giovanili dell'Union Quinto Treviso, nell'agosto 2010 passa in prestito al Venezia senza tuttavia riuscire ad affermarsi a livello realizzativo.
Nella stagione 2011-2012 sale di categoria passando al Portogruaro con cui disputa due campionati di Lega Pro mettendo a segno una sola rete in 35 partite.
L'anno successivo avviene il salto di qualità con il trasferimento al Tuttocuoio: gioca da titolare il campionato di Lega Pro Seconda Divisione mettendo a segno 7 reti in 32 partite, inclusa una doppietta in semifinale playout contro l'Aversa Normanna. Al termine della stagione la squadra ottiene il diritto a partecipare alla Lega Pro unica.
Nel mercato estivo del 2014 viene acquistato a titolo definitivo dal Crotone, militante in Serie B e con il quale al termine della stagione 2015-2016 ottiene la promozione in Serie A riuscendo così ad esordire nella massima serie.
Il 23 gennaio 2017 passa a titolo definitivo al Bari. Segna la sua prima rete con i biancorossi su rigore alla 27ª giornata nella partita vinta per 3-4 contro il Benevento. La stagione termina con il Bari al 12º posto in classifica. La stagione successiva chiude la stagione al settimo posto. A fine stagione rimane svincolato dopo il fallimento del Bari.
L'11 agosto 2018 viene ingaggiato dalla Ternana Calcio che gli fa firmare un contratto biennale, segna la sua prima rete il 7 novembre contro il Fano all'87 minuto consegnando la vittoria finale alla sua squadra. Nel gennaio passa in prestito al Livorno salendo di categoria, per trovare maggiore continuità di gioco, andando a segno alla seconda presenza contro il Cosenza nella vittoria del 10 febbraio. Terminata l'annata con la salvezza del club amaranto dopo 8 presenze ed un gol, non viene riscattato facendo ritorno a Terni. Nella stagione 2019-20 rimane in Umbria, trova la rete all'esordio stagionale il 18 agosto contro il Rieti nella Coppa Italia Serie C. Il 25 maggio 2021 dopo essere andato già a segno nella prima sfida contro il Como, mette a segno il gol del definitivo 1-0 nel derby di Supercoppa Serie C regalando così dopo la vittoria del campionato, il primo double della storia della Ternana nell'occasione facendo loro il primo e fin qui unico derby dell'Umbria che sia mai valso un trofeo.

## Statistiche

### Presenze e reti nei club
Statistiche aggiornate al 18 febbraio 2024.
| Stagione                   | Squadra                    | Campionato                 | Campionato | Campionato | Coppe nazionali | Coppe nazionali | Coppe nazionali | Coppe continentali | Coppe continentali | Coppe continentali | Altre coppe | Altre coppe | Altre coppe | Totale | Totale |
| Stagione                   | Squadra                    | Comp                       | Pres       | Reti       | Comp            | Pres            | Reti            | Comp               | Pres               | Reti               | Comp        | Pres        | Reti        | Pres   | Reti   |
| -------------------------- | -------------------------- | -------------------------- | ---------- | ---------- | --------------- | --------------- | --------------- | ------------------ | ------------------ | ------------------ | ----------- | ----------- | ----------- | ------ | ------ |
| 2008-2009                  | Union Quinto               | D                          | 2          | 0          | CI-D            | 0               | 0               |                    | -                  | -                  |             | -           | -           | 2      | 0      |
| 2009-2010                  | Union Quinto               | D                          | 27         | 2          | CI-D            | 2               | 0               |                    | -                  | -                  |             | -           | -           | 29     | 2      |
| ago.-dic. 2010             | Venezia                    | D                          | 16         | 1          | CI-D            | 0               | 0               |                    | -                  | -                  |             | -           | -           | 16     | 1      |
| gen.- giu. 2011            | Union Quinto               | D                          | 18         | 4          | CI-D            | -               | -               |                    | -                  | -                  |             | -           | -           | 18     | 4      |
| Totale Union Quinto        | Totale Union Quinto        | Totale Union Quinto        | 47         | 6          |                 | 2               | 0               |                    | -                  | -                  |             | -           | -           | 49     | 6      |
| 2011-2012                  | Portogruaro-Summaga        | 1D                         | 18         | 2          | CI+CI-LP        | 1+0             | 0               |                    | -                  | -                  |             | -           | -           | 19     | 2      |
| 2012-2013                  | Portogruaro-Summaga        | 1D                         | 16+2       | 0          | CI              | 2               | 0               |                    | -                  | -                  |             | -           | -           | 20     | 0      |
| Totale Portogruaro-Summaga | Totale Portogruaro-Summaga | Totale Portogruaro-Summaga | 34+2       | 2          |                 | 3               | 0               |                    | -                  | -                  |             | -           | -           | 39     | 2      |
| 2013-2014                  | Tuttocuoio                 | 2D                         | 32+4       | 7+2        | CI-LP           | 1               | 0               |                    | -                  | -                  |             | -           | -           | 37     | 9      |
| 2014-2015                  | Crotone                    | B                          | 23         | 1          | CI              | 1               | 0               |                    | -                  | -                  |             | -           | -           | 24     | 1      |
| 2015-2016                  | Crotone                    | B                          | 28         | 1          | CI              | 2               | 0               |                    | -                  | -                  |             | -           | -           | 30     | 1      |
| 2016-gen. 2017             | Crotone                    | A                          | 7          | 0          | CI              | 1               | 0               |                    | -                  | -                  |             | -           | -           | 8      | 0      |
| Totale Crotone             | Totale Crotone             | Totale Crotone             | 58         | 2          |                 | 4               | 0               |                    | -                  | -                  |             | -           | -           | 62     | 2      |
| gen.-giu. 2017             | Bari                       | B                          | 16         | 2          | CI              | -               | -               |                    | -                  | -                  |             | -           | -           | 16     | 2      |
| 2017-2018                  | Bari                       | B                          | 4          | 0          | CI              | 3               | 1               |                    | -                  | -                  |             | -           | -           | 7      | 1      |
| Totale Bari                | Totale Bari                | Totale Bari                | 20         | 2          |                 | 3               | 1               |                    | -                  | -                  |             | -           | -           | 23     | 3      |
| 2018-gen. 2019             | Ternana                    | C                          | 16         | 1          | CI+CI-C         | 0               | 0               |                    | -                  | -                  |             | -           | -           | 16     | 1      |
| gen.-giu. 2019             | Livorno                    | B                          | 8          | 1          | CI              | -               | -               |                    | -                  | -                  |             | -           | -           | 8      | 1      |
| 2019-2020                  | Ternana                    | C                          | 21+4       | 2+1        | CI-C            | 6               | 1               |                    | -                  | -                  |             | -           | -           | 31     | 4      |
| 2020-2021                  | Ternana                    | C                          | 26         | 1          | CI              | -               | -               |                    | -                  | -                  | SC          | 2           | 2           | 28     | 3      |
| 2021-2022                  | Ternana                    | B                          | 17         | 1          | CI              | 3               | 0               |                    | -                  | -                  |             | -           | -           | 20     | 1      |
| Totale Ternana             | Totale Ternana             | Totale Ternana             | 80+4       | 5+1        |                 | 9               | 1               |                    | -                  | -                  |             | 2           | 2           | 95     | 9      |
| 2022-2023                  | Sangiuliano City           | C                          | 22+2       | 4+1        | CI-C            | 0               | 0               |                    | -                  | -                  |             | -           | -           | 24     | 5      |
| 2023-2024                  | Sangiuliano City           | D                          | 18         | 5          | CI-D            | -               | -               |                    | -                  | -                  |             | -           | -           | 18     | 5      |
| Totale Sangiuliano         | Totale Sangiuliano         | Totale Sangiuliano         | 40+2       | 9+1        |                 | 0               | 0               |                    | -                  | -                  |             | -           | -           | 42     | 10     |
| Totale carriera            | Totale carriera            | Totale carriera            | 335+12     | 35+4       |                 | 22              | 2               |                    | -                  | -                  |             | 2           | 2           | 371    | 43     |

## Palmarès

### Club

#### Competizioni nazionali
- Serie C: 1

Ternana: 2020-2021 (girone C)
- Supercoppa di Serie C: 1

Ternana: 2021